# Prebold
Prebold és un municipi d'Eslovènia.
Té 4,514 habitants, entre els quals 2,175 són homes i 2,339 són dones. L'extensió del municipi és de 40,9 km², amb 1,579 habitatges, 1,342 famílies, 2,221 treballadors, 341 desocupats i 164 estudiants.

## Enllaços externs

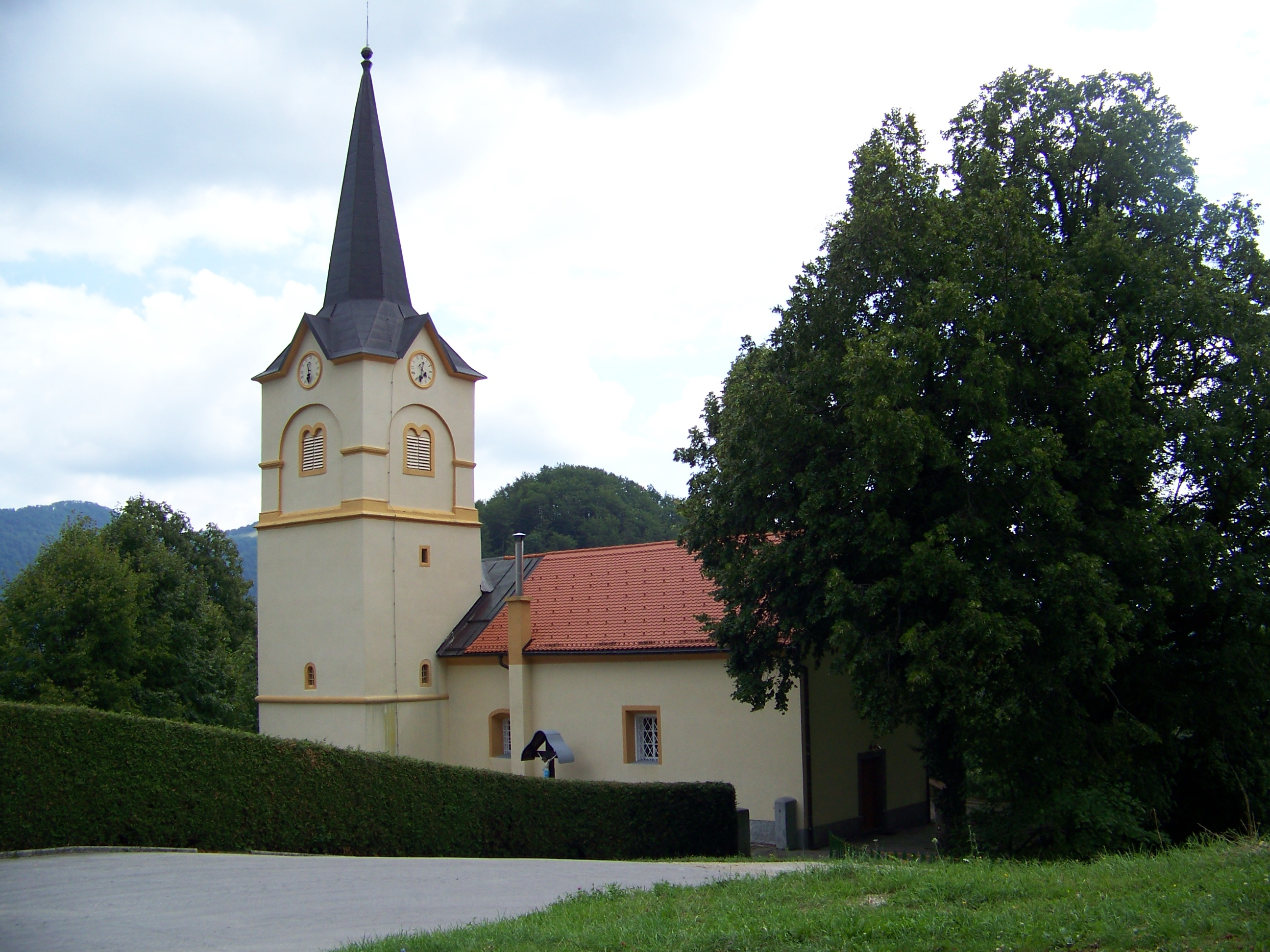
Església de Prebold